# Бентивенья, Аккурсио
Аккурсио Бентивенья (итал. Accursio Bentivegna; 21 июня 1996 года, Шакка, Италия) — итальянский футболист, играющий на позиции нападающего. Ныне выступает за итальянский клуб «Юве Стабия».

## Клубная карьера
Джузеппе находится в структуре «Палермо» с 14 лет.  31 августа 2014 года дебютировал в Серии А в поединке против «Сампдории», выйдя на замену на 90-й минуте вместо Франко Васкеса.
В первой половине сезона 2015/2016 находился в аренде в клубе «Комо». 12 сентября дебютировал за временную команду в поединке против «Ливорно». Провёл пятнадцать встреч, однако твёрдым игроком основы не стал. После зимнего перерыва вернулся обратно в «Палермо», где лишь единожды вышел на замену.

## Карьера в сборной
Аккурсио - постоянный участник игр юношеских сборных, однако не входил в основной состав ни одной из них. 